# زیمنس شوخرت دی.آی‌وی
زیمنس شوخرت دی. آی‌وی (به انگلیسی: Siemens-Schuckert_D.IV) یک هواگرد از نوع هواپیمای جنگنده ساخت شرکت Siemens-Schuckert است. هواگرد زیمنس شوخرت دی. آی‌وی نخستین پروازش را در ۱۹۱۸ میلادی انجام داد. این هواگرد در سال ۱۹۱۸ میلادی رسماً معرفی گردید. در مجموع، تعداد ۱۲۳ فروند تا پایان جنگ از این هواگرد ساخته شده‌است.